# 小串警察署
小串警察署（こぐしけいさつしょ）は、山口県警察が管轄する警察署の一つ。

## 管轄区域
- 山口県下関市の豊浦地区、豊北地区

## 沿革
- 1880年（明治13年）12月 - 赤間関警察署小串分室が設置される[1]。
- 1886年（明治19年）7月 - 豊浦警察署小串分署に改称する[1]。
- 1909年（明治42年）1月 - 角島村、滝部村、神田村、阿川村の管轄を豊浦警察署西市分署から移管される[1]。
- 1923年（大正12年）7月 - 庁舎が豊浦郡小串村501番地に移転し、小串警察署が発足する[1]。
- 1948年（昭和23年）3月 - 国家地方警察豊浦西地区警察署となる[1]。
- 1954年（昭和29年）7月1日 - 山口県警察小串警察署となる[1]。
- 1967年（昭和42年）3月 - 下関市豊浦町小串191番地の1に庁舎を移転する[1]。

## 駐在所
（）の中は所在地。
- 滝部駐在所（下関市豊北町大字滝部2971-8）
- 川棚駐在所（下関市豊浦町大字川棚5314-17）
- 室津駐在所（下関市豊浦町大字室津下677-8）
- 黒井駐在所（下関市豊浦町大字黒井1602-9）
- 湯玉駐在所（下関市豊浦町大字宇賀7869-1）
- 二見駐在所（下関市豊北町大字北宇賀3101）
- 神玉駐在所（下関市豊北町大字神田上2671-4）
- 神田駐在所（下関市豊北町大字神田2093-3）
- 阿川駐在所（下関市豊北町大字阿川3706-1）
- 粟野駐在所（下関市豊北町大字粟野4881-3）
- 田耕駐在所（下関市豊北町大字田耕4182-8）